# Moon Sung-keun
Moon Sung-keun (문성근), né le 28 mai 1953 à Tokyo, est un acteur sud-coréen.

## Biographie
Moon Sung-keun fait des débuts tardifs dans le métier d'acteur à l'âge de 32 ans, tout d'abord au théâtre. En 2012, il est président par intérim du Parti démocrate en Corée du Sud.

## Filmographie
- 1990 : Keduldo urichurum de Park Kwang-su : Han Tae-hoon (Kim Ki-young)
- 1990 : Uribanul chasubnida de Hwang Gyu-deok : le professeur
- 1991 : Berlin Report de Park Kwang-su : Chul jeune
- 1991 : Gyeongmajang ganeun kil de Jang Sun-woo : R
- 1992 : 20 salgajiman salgo shipeoyo de Kang Woo-seok
- 1993 : Bisangguga eobtda de Kim Young-bin
- 1993 : 101byeonjae propose d'Oh Seok-geun
- 1993 : L'Île étoilée (Geu seome gago shibda) de Park Kwang-su : Moon Dok-bae / Moon Chae-ku
- 1994 : Sae sang bakuro de Yeo Kyun-dong : Sung-kin
- 1994 : Neoege narul bonaenda de Jang Sun-woo : Me
- 1995 : Namjaui goerowe de Lee Myeong-se
- 1995 : Neonsokeuro noeuljida de Lee Hyun-seung
- 1995 : Jeon Tae-il (Areumdaun cheongnyeon Jeon Tae-il) de Park Kwang-su
- 1996 : Ggotip de Jang Sun-woo : Jang
- 1997 : Green Fish de Lee Chang-dong : Bae Tae-kon
- 1998 : Jugineun iyagi de Yeo Kyun-dong : Guido
- 1998 : Saenggwabu uijaryo cheonggu sosong de Kang Woo-seok : Chu Hyeong-do
- 2000 : La Vierge mise à nu par ses prétendants (Oh! Soo-jung) de Hong Sang-soo : Young-soo
- 2002 : Jealousy Is My Middle Name (Jiltuneun naui him) de Park Chan-ok : Han Yun-shik
- 2005 : Princess Aurora  (Orora gongju) de Bang Eun-jin : l'inspecteur Oh Sung-ho
- 2006 : Hanbando de Kang Woo-seok : Kwong Yong-hwan
- 2006 : Woman on the Beach de Hong Sang-soo : une voix
- 2006 : Dodoiyuheui peurojekteu, peojeul de Kim Tae-kyung : Hwan
- 2007 : Soo de Yōichi Sai : Goo Yang-won
- 2008 : Public Enemy Returns (Kang Chul-jung: Gonggongui jeog 1-1) de Kang Woo-seok : M. San
- 2009 : Ja myung go, série télévisée : le roi Daemusin
- 2009 : Sil jong de Kim Sung-hong
- 2009 : Une vie toute neuve d'Ounie Lecomte : le médecin
- 2009 : Siseon 1318, segment Relay de Lee Hyun-seung
- 2009 : Eoddeon bangmoon, segment Lost in the Mountains de Hong Sang-soo
- 2009 : Jageun yeonmot de Lee Sang-woo
- 2010 : Les Amours d'Oki (Ok-hui-ui yeonghwa) de Hong Sang-soo : le professeur Song
- 2012 : In Another Country (Dareun naraeseo) : Munsoo
- 2012 : Namyeong-dong 1985 de Jeong Ji-yeong
- 2013 : Monster Boy: Hwayi (Hwai: Goemureul samkin ai) de Jang Joon-hwan : le CEO Jin
- 2014 : A Girl at My Door de July Jung : Nam Kyeong-dae
- 2014 : Sea Fog : Les Clandestins (Haemoo) de Shim Sung-bo : Wan-ho
- 2016 : Dongju : Portrait d'un poète (Dong-joo) de Lee Joon-ik
- 2017 : Seule sur la plage la nuit (Bameui haebyeoneso honja) de Hong Sang-soo : Sang-won
- 2017 : Seokjojeotaek salinsagun de Jung Sik et Kim Hwi : Yoon Young-hwan
- 2017 : Jojak, série télévisée : Goo Tae-won
- 2017 : Forgotten (Gieokeui bam) : le père
- 2017 : 1987: When the Day Comes (1987) de Jang Joon-hwan : Jang Se-dong
- 2018 : Burning de Lee Chang-dong : l'avocat
- 2018 : Life, série télévisée : Kim Tae-sang
- 2018 : Encounter (Namjachingu), série télévisée : Cha Jong-hyun
- 2019 : Vagabond, série télévisée : le premier ministre Hong
- 2020 : Nobody Knows, série télévisée : Hwang In-beom
- 2020 : When My Love Blooms, série télévisée : Jang San
- 2021 : Usumudang gadooshim, série télévisée : le principal Kyung Pil
- 2021 : Dr. Brain, série télévisée : Dr Myung
- 2023 : Project Silence (탈출: Project Silence) de Kim Tae-gon : Byeong-hak
- 2024 : Marry My Husband, série télévisée : Yoo Han-il

## Distinctions
En 1992, il remporte le Korean Association of Film Critics Award du meilleur acteur pour son rôle dans Gyeongmajang ganeun kil. En 1996, il remporte le prix d'interprétation de l'Asia-Pacific Film Festival pour son rôle dans Ggotip.